# 隆泰
隆泰（Long Thái，1618年—1625年）是越南高平莫氏莫敬宽的年号，共计8年。《大越史記全書》记载1593年后黎朝滅莫氏，同年莫敬恭复国，改元乾統，之后有隆泰年号。山本達郎、鄧洪波认为乾統在1593年到1625年使用。《欽定越史通鑑綱目》莫敬宽于1618年建元隆泰，之後与莫敬恭分据高平。1625年，後黎朝討滅莫敬恭，莫敬宽投降，被封为太尉通国公，以後莫朝开始使用後黎朝的年号，直到1638年，改元顺德。

## 纪年
| 隆泰   | 元年     | 2年               | 3年               | 4年      | 5年      | 6年      | 7年      | 8年      |
| 公曆   | 1618年   | 1619年            | 1620年            | 1621年   | 1622年   | 1623年   | 1624年   | 1625年   |
| 干支   | 戊午     | 己未              | 庚申              | 辛酉     | 壬戌     | 癸亥     | 甲子     | 乙丑     |
| 后黎朝 | 弘定19年 | 弘定20年 永祚元年 | 永祚2年           | 永祚3年  | 永祚4年  | 永祚5年  | 永祚6年  | 永祚7年  |
| 莫敬恭 | 乾統26年 | 乾統27年          | 乾統28年          | 乾統29年 | 乾統30年 | 乾統31年 | 乾統32年 | 乾統33年 |
| 明     | 万曆46年 | 万曆47年          | 万曆48年 泰昌元年 | 天啓元年 | 天啓2年  | 天啓3年  | 天啓4年  | 天啓5年  |